# کریس ایتون (تنیس‌باز)
کریس ایتون (انگلیسی: Chris Eaton؛ زاده ۲۷ نوامبر ۱۹۸۷) تنیس‌باز بازنشسته اهل بریتانیا است.